# Municipio de Jewell
El municipio de Jewell (en inglés: Jewell Township) es un municipio ubicado en el condado de Little River en el estado estadounidense de Arkansas. En el año 2010 tenía una población de 200 habitantes y una densidad poblacional de 4,41 personas por km².

## Geografía
El municipio de Jewell se encuentra ubicado en las coordenadas 33°51′14″N 94°25′30″O / 33.85389, -94.42500. Según la Oficina del Censo de los Estados Unidos, el municipio tiene una superficie total de 45.34 km², de la cual 45,34 km² corresponden a tierra firme y (0 %) 0 km² es agua.

## Demografía
Según el censo de 2010, había 200 personas residiendo en el municipio de Jewell. La densidad de población era de 4,41 hab./km². De los 200 habitantes, el municipio de Jewell estaba compuesto por el 93,5 % blancos, el 4,5 % eran amerindios y el 2 % eran de una mezcla de razas. Del total de la población el 3,5 % eran hispanos o latinos de cualquier raza.